# Мірцхулава Аліо Андрійович
Мірцхулава Аліо Андрійович (псевдонім Машашвілі; 15 [28] квітня 1903, Хорва, Російська імперія — 16 жовтень 1971, Тбілісі, Грузинська РСР, нині Грузія) — грузинський радянський поет.
Знаменитий оспівуванням післяреволюційних перетворень грузинського села і промислового будівництва. Член КПРС з 1936 року.
Похований в Дідубійському пантеоні.

## Твори
- «Ленін» (1934)
- «Батьківщина вождя»
- «Гімн батьківщині»
- «Народження»
- «Стара шинель»
- «Лайтурський комсомолець»
- поема «Енгурі» (1937)
- поема «Руставі» (1951)